# Jiří Formánek (plukovník)
Jiří Formánek (13. února 1924, Netolice — 5. února 2008) byl český voják, který dosáhl hodnosti plukovníka. 
Aktivně bojoval proti československé komunistické totalitě. Po roce 1948 emigroval do západního Německa. Zde se zapojil do zpravodajské činnosti proti komunistickému režimu v Československu. Následně v Československu po ilegálním návratu vybudoval zpravodajskou síť. V roce 1950 byl zatčen a odsouzen na 21 let. Režimem byl pronásledován do roku 1989, kdy proběhla sametová revoluce. 
Dne 28. září 2007 prezident ČR Václav Klaus Formánkovi propůjčil Řád Tomáše Garrigua Masaryka II. třídy „za vynikající zásluhy o rozvoj demokracie, humanity a lidská práva“. Dle zdroje z roku 2007 byl aktivním členem Vojenské sekce Konfederace politických vězňů České republiky.